# Karl Schreiner (Politiker)
Karl Schreiner (* 14. April 1911 in Ujest, Königreich Böhmen; † 17. August 1979) war ein deutscher Politiker des Gesamtdeutschen Blocks/Blocks der Heimatvertriebenen und Entrechteten.

## Leben
Schreiner besuchte nach der Volksschule in Böhmischdorf bei Tachau das humanistische Gymnasium in Mies und absolvierte das Abitur an der Lehrerbildungsanstalt in Prag. Beruflich war er als Lehrer in den Orten Radonitz, Sankt Sebastiansberg und Komotau. Zum 1. November 1938 trat er der NSDAP bei. Ab 1940 diente er als Soldat in Frankreich und Russland. Er wurde dabei elfmal verwundet und wurde zum Tapferkeitsoffizier ernannt. Seit 1946 war er als Lehrer in Langenzenn ununterbrochen tätig. Im Jahr 1947 schloss er sich der Vertriebenenbewegung an. Außerdem war er ab 1948 im Stadtrat und dort Bezirksvorsitzender des ZvD, BHE und der Wählergruppe BHE-DG von Mittelfranken.
Schreiner war vom 27. November 1950 bis zum 3. Dezember 1958 für den Wahlkreis Mittelfranken Mitglied des Bayerischen Landtages sowie der dortigen GB/BHE-Fraktion. 
Des Weiteren war er im Landtag Mitglied des Ausschusses für Fragen des Beamtenrechts und der Besoldung, des Ausschusses für kulturpolitische Angelegenheiten, des Unterausschusses 7er-Kommission, des Unterausschusses zum Studium der Frage des Erlasses einer Laufbahn-Verordnung für Lehrer und andere Beamtengruppen, des Unterausschusses zur Beratung des Problems der nichtstaatlichen, höheren Schulen, des Untersuchungsausschusses zur Prüfung des Vorgehens von Behörden und Einzelpersonen im Zusammenhang mit möglichen unzulässigen Baupreisabsprachen, des Ausschusses für Angelegenheiten der Heimatvertriebenen und Kriegsfolgegeschädigten, des Unterausschusses zur Beratung der Änderungen des Rundfunkgesetzes sowie stellvertretendes Mitglied des Zwischenausschusses.